# Vindornyaszőlős
Vindornyaszőlős là một thị trấn thuộc hạt Zala, Hungary. Thị trấn này có diện tích 10,55 km², dân số năm 2010 là 370 người, mật độ 35 người/km².